# Мартенс, Мартин
Мартин Мартенс (нидерл. Martin Martens; 8 декабря 1797 — 8 февраля 1863) — бельгийский ботаник, профессор химии и ботаники нидерландского происхождения.

## Биография
Мартин Мартенс родился в городе Маастрихт 8 декабря 1797 года.
Мартенс был профессором химии и ботаники в Лувенском католическом университете, который специализировался на изучении и классификации папоротников. Совместно с Анри Гийомом Галеотти (1814—1858) он опубликовал трактат о папоротниках Мексики под названием Memoire sur les Fougères du Mexique, et considérations sur la géographie botanique de cette contrée. Мартенс внёс значительный вклад в ботанику, описав множество видов растений.
Мартин Мартенс умер 8 февраля 1863 года.

## Научная деятельность
Мартин Мартенс специализировался на папоротниковидных и на семенных растениях.

## Некоторые публикации
- Flora von Württemberg 1834.
- Memoire sur les Fougères du Mexique, et considérations sur la géographie botanique de cette contrée (with Henri Guillaume Galeotti).